# 태극

태극음양도(太極陰陽圖)의 모습.

태극(太極)은 동양의 고대 사상 중 음양 사상과 결합하여 만물을 생성시키는 우주의 근원으로서 중시된 개념이다.
《주역》 계사상전(繫辭上傳)에서 태극→양의(兩儀)→사상(四象)→팔괘(八卦)라는 생성론으로 나와 있다.
 조선에서는 태극과 비슷한 문양을 어기 중앙에 그려넣었으며,  대한제국과  대한민국 임시정부,  대한민국의 국기에서 중앙에 태극문양을 그려넣었다.
태극은 음과양을 상징하므로 하얀색과 검은색,
파란색과 붉은 색을 상징한다. 태극은 무극과 같아서 혼돈 즉 무의 상태이기 때문에 만물이 시작되는 곳이다.
원인 무극이 음양(양의)으로 분리되어 있는 것을 태극이라 한다. 음양으로 분리된 것은 태극이고 분리된 음양이 결합한 것(원)은 무극이다(둘이면서 하나고 하나면서 둘임. 둘이면서 둘이 아님). 그래서 무극은 태극과 같다. 태극에서 청색은 음이고 홍색은 양이다. 팔괘를 이루는 세 선 중에서 중간이 끊어진 것은 음이고 이어진 것이 양인데 그것을 두 층으로 겹치면 소음 소양 태음 태양의 사상이 되고 그것에 선을 하나 더 올려서 삼 층으로 만들면 건곤감진손이곤태의 팔괘가 된다. 그래서 무극은 태극이고 태극은 음양이고 음양은 사상이고 사상은 팔괘며 이것이 곧 우주만상이다. 또한 무극은 체(體)고 이(理)며 태극은 기(氣)와 용(用)이다. 태극을 중앙에 그리고 그 팔방에 팔괘를 배열한 것을 태극도(太極圖)라 하는데 이를 기로 하면 태극기가 된다. 한국의 태극기는 팔괘 중 사괘가 생략되었다.
중용이란 것은 태극의 청홍(순서는 바꾸어도 상관없음)인 지금(안락이 없는 순수 지금, 현세)과 안락(지금이 없는 순수 안락, 내세)을 둘 다 잡는 것을 말하는데 시공간 초월로 지금 안락을 취할 수 있다. 그 둘을 다 잡기 위해서는 지금(고통)을 생각해도 안 되고 안락을 생각해도 안 된다. 생각하면 어느 한 쪽만 생각하게 되어 지금은 있는데 안락은 없고, 안락은 있는데 지금은 없는 낭패를 보게 된다. 낭패(狼狽)란 상상의 짐승은 낭은 앞발 두 개만 있고 패는 뒷발 두 개만 있어 항상 붙어 다니지 않으면 낭패(곤란)가 되는 동물을 말한다. 일을 낭패시키지 않기 위해 지금과 안락이 공존해야 한다. 지금과 안락을 둘 다 생각하지 않으면 지금과 안락이 공존한다. 지금(고통)이나 안락을 어느 한 쪽만 생각하여 어느 한쪽만 존재시키는 것은 고통이다. 그러나 공존은 안락이다.
태극의 형상은 청(지금) 안에는 홍(안락)이 없고 홍(안락) 안에는 청(지금)이 없으나(불생, 욕심을 버리고 마음을 비움, 무아지경), 청(지금) 곁에는 홍(안락)이 있고 홍(안락) 곁에는 청(지금)이 있는 것이다(불멸, 소원성취). 자동으로 죽은 뒤에 자동으로 산 형태이니 우리는 죽을 필요도 없고 살 필요도 없다. 영원히 삶(쾌락, 성공)만 있다. 자동으로 죽었다(마음 비웠다) 할 때의 죽음은 실제 죽음이나 고통이 아니라 삶이므로, 죽을 필요가 없다 함은 삶이므로 죽을 수 없다는 뜻이다. 죽으면 살므로 죽을 수가 없는 것은 태극논리상 당연하다. 그리고 살 필요가 없다 함은 이미 자동으로 삶(소원성취)이므로 살려고 애쓰거나 노력하거나 할 필요가 없다는 것이다. 노력이란 것은 삶의 전제인데 그 노력(죽음)이란 것이 삶의 전제로서 삶 자체이므로(태극을 참고하라.) 실제 노력과 죽음이 아니다. 무궁쾌락이 생산되는 것이다. 무위이화란 것은 불생불멸로서 살려고 하지도 않고 죽지도 않는 경지이다. 이미 살았기 때문에 살려고 하지도 않고 죽지도 않는 것이니 이만한 신선놀음이 어디 있을까? 살려고 하는 것(안락만 생각함)도 죽음이요, 죽으려고 하는 것(지금만 생각함)도 죽음이다. 태극을 보라. 죽어서 살았다(불생불멸). 그래서 살려고 노력할 필요도 없고(불생) 죽을 수도 없는 것이다(불멸). 오직 삶이다. 살려고 하지 않아도 살아진다는 무위이화의 원리다. 살려고 하는 수고로움과 죽음의 고통을 동시에 해결한 것이다. 이를 일심이라고 한다. 이미 살았다는 것은 지금 안락의 공존을 말하는데 지금과 안락을 동시에 존재시키려면 둘 다 생각하지 않아 정신을 통일해야지 지금 생각했다가 안락 생각했다가 하면서 마음이 분열되면 안 된다. 일심, 중용, 집중(執中), 무위이화, 불생불멸 등이 다 같은 말이다. 지금의 고통을 생각하는 것은 죽으려 하는 것이고, 나중의 안락을 생각하는 것은 살려고 함이니 둘 다 죽음이다. 살려고도 하지 않고 죽으려고도 하지 않는 것이 태극의 삶이다. 지금 안락을 둘 다 잊음으로써 동시에 잡게 되면 이미 삶이므로 살려고 애쓸 필요도 없고 죽지도 않는다.
위 두 단락을 통하여 알 수 있듯이 사무여한(死無餘恨)의 태극형상은 지금과 안락의 공존인데 지금(몸)은 안락(마음)에 의지하고, 안락(마음)은 지금(몸)에 의지한다. 몸과 마음이 공존하며 둘은 둘이면서 둘이 아니다. 뭉치면 살고(지금과 안락의 공존, 사무여한), 흩어지면 죽는다.
지금 고생 나중 안락을 벗어나려고도(살려고도) 하지 말고(불생), 지금 안락을 취하려고도(살려고도) 하지 마라(불생). 지금 고생 나중 안락을 벗어나려고 한다는 것이 지금 안락을 하려고 하는 것이다. 지금 고생 나중 안락에서 벗어나려고 하지 않는 즉 지금 안락을 하려고 하지 않는 태도로써(불생) 우리는 지금 고생 나중 안락에서 벗어나서 지금 안락에 머물 수 있다(불멸). 지금 고생 나중 안락을 벗어나는 것이 우리의 목적인데 현재의 천하대세가 이미 지금 안락이다. 그러므로 지금 고생 나중 안락에서 벗어나려는, 셋째 단락에서 말하는 살려고 하는 태도를 취할 필요가 없고, 이것이 지금 안락을 하려고 하지 않는 태도다. 살려고 하지 않는다는 것은 죽는다는 뜻인데, 살았기 때문에 살려 하지 않고, 이것이 죽음이며, 죽으면 사는 것이다. 실제 죽음이 아닌 삶의 전제로서의 죽음이다. 즉 삶이다. 살려고 하지 않는 것(지금 안락을 하려고 하지 않음)은 죽음에서 벗어나려고 하지 않는 것(지금 고생 나중 안락을 벗어나려고 하지 않음)이다. 지금 고생 나중 안락에서 벗어나려고 하지 않는 것(불생)과, 지금 안락을 하려고 하지 않는 것(불생)이 바로, 자연적으로 무위이화로 자동적으로 무위자연으로 지금 안락을 하는 것(불멸)이다. 태극의 형태처럼, 살려고 하지 않는다는 것이 바로 죽음이며 죽으면 산다. 여기에 무슨 죽음이 있는가? 악은 스스로 사라진다. 안락도 잊고 지금(고통)도 잊은 지금 안락의 공존 아닌가? 태극의 형태인 죽으면 산다가 바로 지금 고생 나중 안락을 피하려 하지 말고 지금 안락을 하려 하지 않으면(이 둘은 같은 뜻) 지금 안락에 안주하게 된다는 뜻이다. 이것이 참으로 지금 고생 나중 안락을 지금 안락으로 해석하여 실천하는 마음가짐이다(지금에는 안락이 없고, 안락에는 지금이 없으니 지금과 안락이 대면함.). 지금의 생활이 힘들어도 불평하여 안락을 부르고 찾지 마라. 이렇게 무한히 용서하고 참고 지고 물러서고 하여 복수를 생각하지 않으면 지금(고통)도 자연히 잊게 된다. 이것이 우리가 바라는, 지금과 안락을 동시에 잊음으로써 발생하는 지금 안락의 공존 즉 지금 안락의 고수와 교통이다. 그 져 주는 이기지 않는 죽는 무한한 용서가 무한한 발전과 전진과 정진과 진보와 행진인 것이다. 무궁쾌락이다. 어찌 보면 전쟁시의 유인작전과 같다. 아는 것도 모르는 체하고, 지는 척하면서 자꾸 물러나라. 사람이 뒤끝(불평)이 없어야 한다. 무한한 사랑이다. 자꾸 깊이깊이 오지로 끌어들이라. 남이 내 오른뺨을 때리거든 그에게 내 왼뺨도 돌려대라. 원수를 사랑하라.
위에 있는 내용은 서로 뜻이 통하여 태극형상(지금 안락)을 논하고 있다. 여러 설명 방식 가운데 어느 것을 택해도 좋다. 나한테는 위의 것들이 다 기도다. 평생 끊임없이 실천한다(영생복락). 기도한 즉시 소원성취한다. 이루지 못할 소원이 없는 도깨비방망이다. 지금은 영원하고 무궁하기 때문이다. 복 또한 무궁히 생산된다. 무량수요 무량복이다. 지금과 안락(음양)은 둘(태극)이면서 하나(무극)고, 하나(무극)면서 둘(태극)이다.

## 같이 보기
- 태극이 포함된 국가 혹은 지역의 깃발
  - 태극기 - 대한민국의 국기이며 중앙에 태극 문양이 있다
  - 몽골의 국기
  - 티베트의 기
- 태극권
- 무극